# 日蔭山 (新潟県)
日蔭山（ひかげやま）は、新潟県十日町市と中魚沼郡津南町の境にある山である。

## 概要
別名｢三ノ山｣、または｢笠ノ山｣。標高は1,860mである。苗場山の4kmほど北に位置する。
この山の北西には小松原湿原と呼ばれる湿原があるほか、山頂からは苗場山などの展望が開けている。